# خزندگان فرازمینی
رپتیلین‌ها، خزندگان فرازمینی، خزندگان انسان‌نما یا سوسمارهای انسان‌نما (انگلیسی: Reptilians)، طبق یک نظریه توطئه، نوعی از موجودات هوشمند فرازمینی هستند. طبق این نظریه، رپتیلین‌ها (موجودات خزندهٔ انسان‌نما) توانایی تغییر شکل دارند و زمین را کنترل می‌کنند.
دیوید آیک از طرفداران این نظریه است و دربارهٔ نظریه‌های توطئه پژوهش می‌کند. طبق تخمین‌های او، امروزه حدود صد میلیون نفر در سرتاسر جهان به این نظریه اعتقاد دارند. این نظریه یک نظریهٔ نیازمند اثبات است.

## باورها
طبق باور برخی از طرفداران این نظریه توطئه، رپتیلین‌ها زمانی که دچار افت انرژی می‌شوند، کنترلی بر خود ندارند و به طور ناخواسته تغییر شکل می‌دهند، اما به سرعت به حالت عادی خود برمی‌گردند و شبیه انسان‌ها می‌شوند.
همچنین رپتیلین‌ها دارای حس غرور و تکبر و قدرت‌طلبی هستند و علاقه‌ ندارند با انسان‌ها ارتباط برقرار کنند. آن‌ها علاقه دارند انسان‌ها را به بردگی بگیرند و بر آن‌ها تسلط داشته باشند و حکومت کنند.